# Nirmol Vincent Gomes
Nirmol Vincent Gomes SDB (ur. 8 lutego 1959 w Ranaghat) – indyjski duchowny katolicki, biskup Krisznagar od 2022.

## Życiorys

### Prezbiterat
Święcenia kapłańskie otrzymał 22 lipca 1989 w zakonie salezjanów. Pracował głównie w salezjańskich placówkach edukacyjnych. W latach 2014–2020 kierował kalkucką prowincją zakonną, a w kolejnych latach był wicedyrektorem nowicjatu w Dardżylingu.

### Episkopat
30 kwietnia 2022 papież Franciszek mianował go biskupem diecezji Krisznagar. Sakry udzielił mu 23 lipca 2022 biskup Theotonius Gomes.